# Iglesia de Santa Catalina (La Solana)
La iglesia de Santa Catalina es un inmueble del municipio español de La Solana, en la provincia de Ciudad Real. Cuenta con el estatus de bien de interés cultural.

## Descripción
Se encuentra bajo la advocación de Santa Catalina. La construcción del edificio se remonta a la primera mitad del siglo XV. La iglesia, de estilo gótico, aparece mencionada en el decimocuarto volumen del Diccionario geográfico-estadístico-histórico de España y sus posesiones de Ultramar de Pascual Madoz, en la entrada correspondiente a La Solana, de la siguiente manera:

igl. parr. (Sta. Catalina) con curato de término y de provision de S. M. á propuesta del Tribunal Especial de las Órdenes Militares como perteneciente ó la de Santiago en su vicaría de Infantes
(Madoz, 1849, p. 423)

El inmueble fue declarado bien de interés cultural, con la categoría de monumento, el 27 de julio de 1993 mediante un decreto publicado el 25 de agosto de ese mismo año en el Diario Oficial de Castilla-La Mancha.